# غراهام نولز
غراهام نولز (29 أغسطس 1973 في المملكة المتحدة - )  (بالإنجليزية: Graham Knowles)‏ هو لاعب كريكت بريطاني. لعب مع Lancashire Cricket Board ‏.

## وصلات خارجية
- غراهام نولز على موقع إي آس بي آن كريك إنفو (الإنجليزية)